# HTV-6
HTV-6, eller Kounotori 6 (japanska: こうのとり6号機), var Japans sjätte H-II Transfer Vehicle, den sköts upp 9 december 2016 med en H-IIB-raket. Ombord fanns bland annat förnödenheter, experiment och reservdelar. Farkosten anlände till Internationella rymdstationen den 13 december 2016 och dockades med stationen med hjälp av Canadarm2.
Farkosten lämnade rymdstationen den 27 januari 2017. Den fortsatte i omloppsbana i ytterligare några dagar, under vilken tid ett antal automatiska experiment att genomfördes. Farkosten brann upp i jordens atmosfär den 5 februari 2017.
Farkostens japanska namn kounotori betyder "amurstork".